# 孫枝灼
孫枝灼（？年—？年），號調玉，福建泉州府晋江县人。明朝末年政治人物。

## 生平
父孙光甲，崇祯癸酉副榜，廷试第一，官建昌府教授。
天啓七年（1627年）丁卯科福建乡试舉人，崇祯四年（1631年）辛未科进士。吏部观政，崇禎六年授行人司行人，十二年考选，授户部广西司主事，十三年升浙江司员外郎，出任廣東潮州府知府。